# جو واگلر

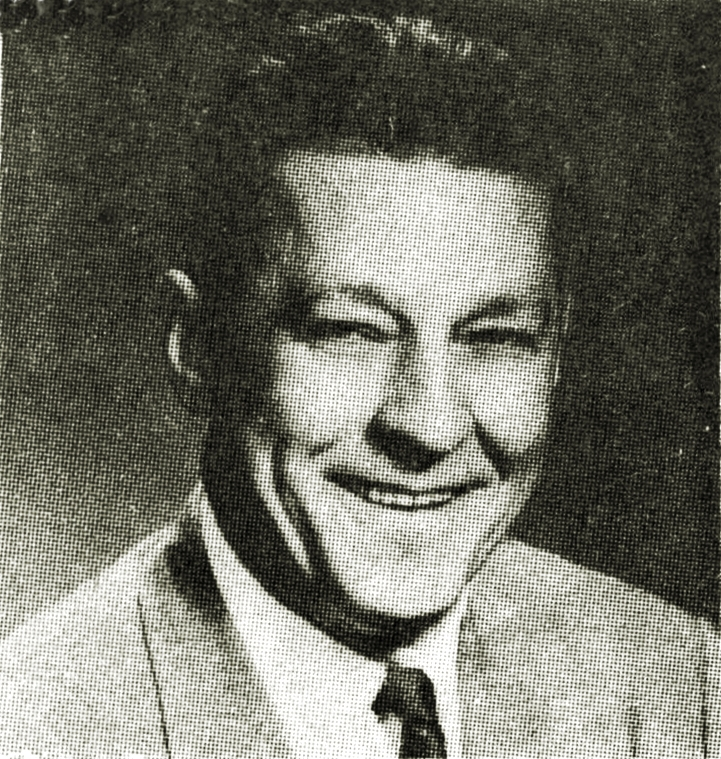

جو واگلر (به انگلیسی: Joe Vogler) (زاده :۲۴ آوریل ۱۹۱۴، درگذشت:۳۱ می ۱۹۹۳) بنیانگذار و اولین رهبر حزب استقلال آلاسکا بود. وی در ۳۰ می ۱۹۹۳ یک روز قبل از هنگامیکه که قرار بود با حمایت دفتر نمایندگی جمهوری اسلامی ایران در سازمان ملل ؛ سخنرانی در این سازمان پیرامون استقلال الاسکا ایراد کند ناپدید شد. پیکر وی یک سال بعد یافت شد.